# Dušan Kulka
Dušan Kulka (* 21. května 1962) je český manažer a politik, v 90. letech 20. století poslanec Poslanecké sněmovny za ODA a starosta Přelouče.

## Biografie
V roce 1981 dokončil dopravní školu v Děčíně (obor lodní doprava). Před nástupem do politiky působil v letech 1981-1990 v podniku Československá plavba labsko-oderská, ke byl i lodním kapitánem.
Po sametové revoluci se zapojil do politiky. Po sedm let byl členem Občanské demokratické aliance. Patřil mezi její první aktivisty (měl členský průkaz číslo 106). Již během roku 1990 pracoval v samosprávě města Přelouč. Byl starostou tohoto města v letech 1990-1998 (podle jiného zdroje byl starostou jen do roku 1996). Podílel se na přípravě územního plánu, regionálního odpadového hospodářství a angažoval se v otázce splavnění Labe do Pardubic. V komunálních volbách roku 1994 a komunálních volbách roku 1998 byl zvolen do zastupitelstva města Přelouč, roku 1994 jako člen ODA, roku 1998 coby bezpartijní za Sdružení nezávislých kandidátů. Profesně se k roku 1998 uvádí jako starosta.
Mezitím ale působil i v celostátní politice. Ve volbách v roce 1996 byl totiž zvolen do poslanecké sněmovny za ODA (volební obvod Východočeský kraj). Ve sněmovně setrval do voleb v roce 1998. Byl místopředsedou sněmovního výboru pro veřejnou správu, regionální rozvoj a životní prostředí. V letech 1996-1997 byl rovněž členem výboru petičního. Byl také místopředsedou poslaneckého klubu ODA. Členem klubu ODA byl až do konce funkčního období sněmovny (i přes své ukončení členství ve straně počátkem roku 1998, viz níže). Podílel se na reformě státní správy a samosprávy, zastával funkci hlavního vyjednavače pro ustavení regionálních (krajských) samospráv. Zároveň se angažoval v procesu integrace České republiky do NATO.
Když se na přelomu let 1997-1998 dojednávala vláda Josefa Tošovského, byl Kulka zmiňován jako možný adept na post ministr vnitra. Tošovský si ho pozval na předběžnou konzultaci, ale sám Kulka prohlašoval, že se nevnímá jako favorit na post ministra. Ministrem se nakonec nestal. 13. února 1998 Kulka vystoupil z ODA. Zdůvodnil to situací ve straně. Řekl, že hodlá zůstat poslancem a zatím prý neplánuje vstup do jiné strany. Prohlásil: „Už delší dobu jsem se za svoji stranu velmi často styděl.“ Vadila mu hlavně politika bývalého předsedy aliance Michaela Žantovského a místopředsedy ODA Miroslava Tošera. Vliv měl i fakt, že ODA podle něj ztrácí důvěru
veřejnosti. Již v květnu 1997 patřil mezi signatáře Pravé frakce ODA, která kritizovala odklon od původních postulátů strany. Po odchodu z ODA prohlásil, že se hodlá zaměřovat na komunální politiku. V sněmovních volbách nicméně kandidoval jako nestraník za Unii svobody. Nebyl ovšem zvolen.
Pokračoval v politických aktivitách na místní úrovni. Opětovně kandidoval v komunálních volbách roku 2002, nyní jako bezpartijní za SNK-ED v rámci kandidátky Sdružení nezávislých, ale nebyl zvolen. V zastupitelstvu nicméně dodatečně zasedl a setrval zde do listopadu 2005, kdy z důvodů dlouhodobého pobytu v zahraničí na mandát zastupitele rezignoval.
Roku 1999 nastoupil na post marketingového ředitele do pražské pobočky nadnárodní firmy Berman Group. Byl aktivní v poradenství pro Středočeský kraj a v problematice Strukturálních fondů Evropské unie. Řídil transformaci pobočky firmy na českou společnost s ručením omezením Berman Group. V této firmě se uvádí na postu manažera ještě k roku 2012. Spolupracoval na různých projektech s agenturou CzechInvest, firmou Lonza Biotec a četnými místními samosprávami.
Je ženatý, má tři děti.